# Рычков, Пётр Иванович
Пётр Ива́нович Рычко́в (1 [12] октября 1712, Вологда — 15 [26] октября 1777, Екатеринбург) — русский чиновник, путешественник, экономист, историк и краевед. Известен главным образом как первый историк Южного Урала. Также собрал и опубликовал большой массив сведений по истории Казахстана, Среднего и Нижнего Поволжья. Стоял у истоков оренбургского пухового промысла. Отец Н. П. Рычкова.

## Биография
Родился в семье Ивана Ивановича Рычкова, вологодского купца, который занимался сплавом хлеба по рекам Сухоне и Северной Двине в сторону Архангельска, где продавал его за границу. В 1720 году Иван Иванович разорился и семья переехала в Москву в поисках службы.
В Москве Пётр, работая у голландского фабриканта Тамеса (владевшего Ярославской большой мануфактурой), выучился иностранным языкам, бухгалтерии и торговому делу. В 1732 году назначен переводчиком в Петербургскую портовую таможню. После 1732 года служил в управлении казёнными Ямбургскими и Жабинскими стекольными заводами.
С 1744 года Рычков заведовал Оренбургской губернской канцелярией. При первых начальниках Оренбургского края он, по его собственному выражению, «был употребляем к самонужнейшим военным делам». Неплюев считал его своим главным помощником и разрабатывал с ним разные проекты; для проведения, например, проекта о торговле России с Индией он посылал Рычкова в Санкт-Петербург.
В 1760-е годы вышел в отставку и занялся обустройством пожалованных ему имений. В 1770 году вернулся на службу «главным правителем оренбургских соляных дел», а при Панине управлял и «заграничными делами и инородцами в крае».
Своё свободное от административных и торговых дел время Пётр Рычков посвящал истории и топографии, составив не менее 60 научных трудов. Считается зачинателем экономической географии в России, первым в России исследователем пчеловодства и первым среди «природных» (этнических) русских членом-корреспондентом Петербургской академии (с 1759 года).
В 1777 году переехал в Екатеринбург в качестве начальника Главного правления уральских заводов. В том же году скончался; похоронен в построенной им Вознесенской церкви своего имения Спасское (ныне в руинах). Именно отсюда, из усадьбы Рычковых, выдвигался в свои экспедиции «для физического описания южных Российских провинций» академик Паллас. 
Среди сочинений Рычкова есть и автобиографические. Составленные им для детей заметки о собственной жизни увидели свет в 1905 году в «Русском архиве». Его впечатления об осаде Оренбурга войсками Емельяна Пугачёва («Описание шестимесячной осады Оренбурга») были напечатаны А. С. Пушкиным под заголовком «Осада Оренбурга (Летопись Рычкова)» как приложение к «Истории Пугачёвского бунта».

## Сочинения
- «История Оренбургская по учреждению Оренбургской губернии» — аннотация различных проектов И. И. Неплюева по Оренбургскому краю и попытка автора написать, по его словам, «основательную историю». В работе автор приводит дословный текст или пересказ содержания правительственных указов, донесений, отчётов, рапортов руководителей экспедиции и других представителей местной администрации. Рычков использует также записки и «словесные известия» современников, свои личные знания и впечатления. Он дополняет их собственными впечатлениями и сведениями из других источников. В центре работы — история принятия Малым казахским жузом российского подданства, деятельность Оренбургской экспедиции и её главных начальников, основание Оренбурга и пограничной линии, налаживание связей с Востоком. Особое внимание исследователь уделил освещению башкирского восстания 1735—1740 гг.
- «Топография Оренбургская»[9]. Создание этого труда было связано с работой по составлению «генеральной карты» Оренбургской губернии и прилегающих к ней территорий Казахстана и Средней Азии. Начатая в 1752 г., эта работа завершилась созданием в 1755 г. целого атласа, выполненного геодезистом прапорщиком Иваном Красильниковым. «Топография Оренбургская» рассматривалась автором как пояснение к картам Красильникова по историко-географическому описанию края. В «Топографии Оренбургской» Рычков сформулировал важнейший принцип исторического исследования — критическое отношение к источнику, достоверное, правдивое изложение материала. Этот труд содержит много ценных сведений по истории Казахского ханства (как, например, рассуждения о развалинах Беленана)[10][11]:514.
- «Введение к Астраханской топографии» (1774)
- «Описание города Оренбурга» (1744)
- «Краткое известие о татарах…» (1745).
- В «Ежемесячных Сочинениях» Миллера появились его «Письма о коммерции» (1755 и 1757) и «Письма к издателю о титуле Белого Царя» (1763).
- В «Сочинениях и переводах, к пользе и увеселению служащих», были напечатаны следующие произведения Рычкова: «Письма о земледельстве в Казанской и Оренбургской губерниях» (1758) и «История Оренбургская» (1759), переизданная в 1896 году.
- «Опыт Казанской истории древних и средних времён» (СПб., 1767).
- «Введение к астраханской топографии» (СПб., 1774).
- «Описание илецкой соли, с подробным планом Илецкой защиты» (ч. XX, 1772) — первое описание илецкого соляного промысла.
- «Описание пещеры при реке Белой» — отчёт о посещении Каповой пещеры, первый карстолого-спелеологический труд на русском языке[12].
- «Описание шестимесячной оренбургской осады» — первый опыт исторического осмысления восстания Пугачева; напечатан в «Истории Пугачёвского бунта» Пушкина.

## Семья
Был женат дважды:
- Первая жена — Анисья Прокофьевна Гуляева (1715—1751); в этом браке родились сыновья Андрей (1740—1774), Николай (1746—1798), Иван (1745 — после 1790) и дочь Мария (1743—1752). Первенец его, будучи комендантом Синбирска, в чине полковника защищал город от пугачёвцев и был зарублен саблями изменившими присяге солдатами.
- Вторая жена — Елена Денисьевна Чирикова (1733 — после 1768) — увлекалась пуховязальным промыслом и распространяла его среди жительниц Оренбурга. Можно сказать, что благодаря супругам Рычковым появились знаменитые впоследствии на всю Россию оренбургские пуховые платки[13]. Она родила мужу следующих детей: Василий (февраль 1753), Пётр (декабрь 1753), Мария (1754), Александра (1756), Ферапонт (1757), Наталья (1758), Елизавета (1759), Анна (1761), Ксенофонт (1762), Аграфена (1766), Катерина, Прасковья. Дочь Александра, в замужестве Зубова, была мачехой матери С. Т. Аксакова, который упоминает о ней в «Семейной хронике»[14].

## Признание и память
- Пётр Рычков — первый академический корреспондент Императорской академии наук и художеств в Санкт-Петербурге (1759)[15].

- В Музее землеведения МГУ (на 24 этаже Главного здания) установлен бюст П. И. Рычкова[16].

Систематические усилия по увековечиванию памяти Рычкова на Южном Урале стали предприниматься только в постсоветский период:
- 27 августа 2009 года в городе Соль-Илецк был открыт памятник П. И. Рычкову[17].
- 2012 год в Оренбургской области объявлен годом П. И. Рычкова[18]. В августе того же года ему на привокальной площади Оренбурга установлен его памятник в полный рост[18].
- В 2005 г. администрацией Оренбургской области была учреждена литературная премия имени П. И. Рычкова[19].
- В 2010 г. в честь П. И. Рычкова названа улица в поселке Ленина Оренбургского района.
- Памятник П. И. Рычкову в сквере перед Оренбургским государственным университетом.

### Список произведений
- Топография Оренбургская, то есть обстоятельное описание Оренбургской губернии. — СПб.: При Имп. Академии наук, 1762.
  - Часть первая. — 331 с.
  - Часть вторая. — 262 с.